# 25745 Schimmelpenninck
25745 Schimmelpenninck este o planetă minoră (asteroid), cu un diametru de 7,687 km, din centura de asteroizi. A fost descoperită pe 7 ianuarie 2000 la Stația Anderson Mesa de Lowell Observatory Near-Earth-Object Search. 
Obiectul prezintă o orbită caracterizată de o semiaxă mare de 3,0208857 UAi, o excentricitate de 0,03, o înclinație de 11,42509 ° în raport cu ecliptica.